# Инашвили, Александр Иович
Александр (Сандро) Иович Инашвили (груз. ალექსანდრე იობის ძე ინაშვილი; сценический псевдоним — Инаев; 1887—1958) — грузинский, советский оперный певец (лирико-драматический баритон), театральный режиссёр, педагог. Народный артист СССР (1950).

## Биография
Родился 11 (23) августа 1887 года (по другим источникам — в 1889 году) в Тифлисе (ныне — Тбилиси) в семье столяра.
В 1907 году, после смерти отца оставил гимназию, работал молотобойцем в кузнечном цеху железнодорожных мастерских, позднее (до 1911) работал там же в бухгалтерии.
С детских лет пел в хоре под управлением С. Кавсадзе, в 1908—1910 годах — в хоре «Народного музыкального общества» под управлением Н. Сулханишвили.
С 1910 года брал уроки пения у Н. Коваленского. В 1916 году окончил Тифлисское музыкальное училище (с 1917 — Тифлисская консерватория) по классу пения Е. К. Ряднова (1911—1916).
В 1912 году дебютировал на сцене тифлисского Народного дома в партии Эскамильо («Кармен» Ж. Бизе). Позднее пел в антрепризе С. Евлахова, с которой гастролировал в Кутаиси, Батуми, Сухуми, Баку, Грозном и других городах.
С 1916 года — ведущий солист Тбилисского театра оперы и балета, с 1933 — заведующий художественной частью театра.
В 1923 году, по совету А. Сумбаташвили-Южина совершенствовался в Милане (Италия) у Э. Джеральдони, затем выступал на сцене оперного театра Мачерата в операх «Кармен» Ж. Бизе, «Фаворитка» Г. Доницетти, «Трубадур» Дж. Верди. В 1925 году победил на конкурсе вокалистов в Милане и был приглашен в оперный театр Мадрида, где пел в «Аиде» и «Трубадуре» Дж. Верди, «Тоске» Дж. Пуччини, «Андре Шенье» У. Джордано, «Кармен» Ж. Бизе.
Гастролировал в Москве (Большой театр, 1925), Ленинграде (1932), Ереване, Баку, Харькове.
Выступал в концертах и как камерный певец. Записывался на грампластинки.
Один из основоположников грузинского оперного искусства. Создал множество вокально-сценических образов в грузинских операх, а также в классических операх на русском языке (в репертуаре было около 50 партий). Обладал подвижным, глубоким (в среднем и нижнем регистрах) голосом исключительно красивого тембра и широкого диапазона.
В конце 1920-х — начале 30-х годов поставил на сцене Тбилисского оперного театра «Аиду» Дж. Верди и «Евгения Онегина» П. Чайковского.
С 1927 года преподавал в Тбилисской консерватории, где на протяжении пяти лет руководил оперным классом и вокальной кафедрой, затем вёл класс сольного пения (с 1942 — профессор). Среди его учеников М. Амиранашвили, Н. Джапаридзе, Ш. Кикнадзе, П. Томадзе, И. Шушания, П. Заамешвили, Т. Такидзе-Орджоникидзе.
Вёл активную музыкально-общественную деятельность: был членом правления профсоюза работников искусств, художественных советов Тбилисского оперного театра, консерватории, жюри конкурсов.
В 1946 году вступил в КПСС.
Умер 4 июня 1958 года в Тбилиси. Похоронен в Дидубийском пантеоне.
Жил в Тбилиси, ул. Мачабели, 13 (мемориальная доска).

### Семья
- Брат — Григорий Иович, псевдоним — Венадзе (1896—1969), артист оперы (баритон). Народный артист Грузинской ССР (1943). Похоронен в Дидубийском пантеоне.
- Брат — Антон Иович, псевдоним — Иновели (1898—1987), артист филармонии. Заслуженный артист Грузинской ССР.
- Жена — Тамара (1901—1978). Похоронена с мужем в Пантеоне.

## Звания и награды
- Народный артист СССР (1950)
- Орден Ленина (1950)[5]
- Орден Трудового Красного Знамени
- Орден «Знак Почёта» (14.01.1937) — за выдающиеся заслуги в деле развития грузинского оперного искусства, грузинской музыки, песен и танцев
- Медали

## Вокальные партии
- 1919 — «Абесалом и Этери» З. Палиашвили — Мурман (первый исполнитель)
- 1919 — «Сказание о Шота Руставели» Д. Аракишвили — Мгосани
- 1922 — «Лейла» В. Долидзе — Реваз, Теймураз
- 1937 — «Коварная Дареджан» М. Баланчивадзе — Гоча
- «Даиси» З. Палиашвили — Казио
- «Евгений Онегин» П. Чайковского — Онегин
- «Кармен» Ж. Бизе — Эскамильо
- «Ладо Кецховели» Г. Киладзе
- «Севильский цирюльник» Дж. Россини — Фигаро
- «Борис Годунов» М. Мусоргского — Борис Годунов
- «Демон» А. Рубинштейна — Демон
- «Фауст» Ш. Гуно — Мефистофель, Валентин
- «Князь Игорь» А. Бородина — Князь Игорь
- «Царская невеста» Н. Римского-Корсакова — Грязной
- «Пиковая дама» П. Чайковского — Елецкий
- «Измена» М. Ипполитова-Иванова — Отар-бег
- «Гугеноты» Дж. Мейербера — Граф де Невер
- «Риголетто» Дж. Верди — Риголетто
- «Травиата» Дж. Верди — Жермон
- «Аида» Дж. Верди — Амонасро
- «Сельская честь» П. Масканьи — Альфио
- «Таис» Ж. Массне — Атанаэль
- «Тангейзер» Р. Вагнера — Вольфрам
- «Тоске» Дж. Пуччини — Скарпиа
- «Свадьба Фигаро» Моцарта — Фигаро.

## Фильмография
- 1928 — Казаки — Оленин